# Gunnison (Utah)
Gunnison je město v okresu Sanpete County ve státě Utah ve Spojených státech amerických. K roku 2010 zde žilo 3 285 obyvatel. S celkovou rozlohou 13,7 km² byla hustota zalidnění 174,5 obyvatel na km².